# ʿAbd Allāh ibn ʿAbbās
ʿAbd Allāh ibn ʿAbbās (Medina, 618 o 619 – Ta'if, 687 o 688) è stato un Sahaba e teologo, rinomato per la sua grande conoscenza delle tradizioni del Profeta (ḥadīth).
ʿAbd Allāh b. ʿAbbās (in arabo عبد الله بن عباس‎?) b. Abd al-Muttalib è stato un cugino paterno del profeta Maometto. È grandemente rinomato non solo in quanto Compagno di spicco, ma perché fu tradizionista ed esegeta coranico particolarmente approfondito, diventando senza dubbio la massima autorità per quanto riguarda il primissimo Islam e per la sua profonda conoscenza della Sunna di suo cugino Maometto.

## Biografia

### Famiglia
Era figlio del ricco mercante coreiscita meccano ʿAbbās b. ʿAbd al-Muṭṭalib ed è per questo che viene anche ricordato più semplicemente come "Ibn ʿAbbās", "il figlio di ʿAbbās". La madre era Umm al-Faḍl Lubāba, che viene ricordata come la seconda donna ad avere abbracciato l'Islam, dopo la moglie stessa del profeta, Khadīja bt. Khuwaylid, primo essere umano in assoluto a convertirsi alla nuova fede..
Il padre di Ibn ʿAbbās e il padre di Maometto erano entrambi figli di Shayba ibn Hāshim, meglio conosciuto come ʿAbd al-Muṭṭalib.

### 610–632: L'età del Profeta Maometto
Ibn ʿAbbās nacque tre anni prima dell'Egira, nell'anno (618–19 d.C.) e sua madre lo portò a Maometto prima ancora che il neonato succhiasse il latte materno. Questi gli mise un po' della sua saliva sulla lingua e questo segno di particolare benedizione (baraka ), sottolinea lo speciale legame spirituale che si creò fra i due cugini.
Nel crescere, egli fu accanto al profeta Maometto assolvendo a parecchi servigi, quali il portargli l'acqua necessaria per le abluzioni (wuḍūʾ ) per le ṣalāt. Egli compì in tal modo un gran numero di preghiere con lui, seguendolo nei suoi momenti pubblici, nei suoi viaggi e nelle sue spedizioni militari.  Maometto lo tenne spesso vicino a sé, pregando che Iddio gli desse la perfetta conoscenza del contenuto del Corano che egli rivelava agli uomini, e Ibn ʿAbbās dedicò l'intera sua esistenza a studiare e ad approfondire la conoscenza del Libro sacro dei musulmani.

#### Testimonianza sulla capacità del Profeta di leggere e scrivere
Il 10º anno dopo l'Egira/631 d.C., il profeta Maometto cadde malato tanto gravemente che di lì a poco sarebbe morto. Durante questo periodo, la storia (ḥadīth) fu riportata su carta, con Ibn ʿAbbās come primo livello di narrazione. All'epoca ʿAbd Allāh b. ʿAbbās aveva tredici anni. I giorni successivi Ibn ʿAbbās e ʿAlī sostennero il profeta Maometto, poiché questi era troppo debole per camminare da solo.

### 632–634: L'età di Abū Bakr

#### L'eredità del Profeta Maometto
Dopo la presa di potere di Abū Bakr, Ibn ʿAbbas e il padre furono tra quelli che chiesero la loro parte dell'eredità di Maometto. Senza successo però, poiché Abū Bakr disse che aveva sentito dire al Profeta stesso che nessun profeta lasciava mai eredità.

#### Istruzione successiva
Dopo la morte di Maometto, egli continuò a raccogliere e a studiare gli insegnamenti del Profeta tramandati dai vari Compagni (Sahaba). Per questo egli consultò vari Compagni per avere conferma della correttezza dell'informazione e giunse in un'occasione a chiedere conferma persino a una trentina di loro pur di avere conferma di una tradizione.. Una volta venne a sapere che un Sahaba conosceva un  ḥadīth che era rimasto a lui sconosciuto.
Ibn ʿAbbās non era soddisfatto di cumulare soltanto conoscenze ma, a causa del suo alto senso del dovere nei confronti della giovanissima e ancora inesperta umma, si dedicò all'insegnamento e la sua casa divenne, per i tempi, l'equivalente di un'università nel pieno significato del termine, con insegnamenti specialistici, con lui come unico docente.

### 656–661: L'età di ʿAlī

#### Battaglia di Siffin
Ibn ʿAbbās fu un moderato sostenitore del cugino califfo ʿAlī ibn Abī Ṭālib nello scontro con Muʿāwiya ibn Abī Sufyān, anche in occasione della battaglia di Siffin.
Quando un gruppo di sostenitori del califfo reclamò a viva voce un arbitrato per comporre la gravissima frattura provocata dalla ribellione di Muʿāwiya e dal suo buon diritto di reclamare giustizia per l'assassinio del precedente califfo ʿUthmān, Ibn ʿAbbās tentò di comporre la questione, convincendo un buon numero di Kharigiti a tornare nelle file califfali: da 20.000 a 24.000, dicono le fonti, furono convinti dalla dirittura morale di Ibn ʿAbbās e dalla sua profonda conoscenza del Corano, in modo particolare degli avvenimenti che avevano portato alla firma dell'Accordo di al-Hudaybiyya.

### 680–683: L'età di Yazīd ibn Muʿāwiya
Secondo gli Sciiti, a causa della coercizione e della violenza messa in atto da Yazīd, figlio di Mu'awiya ibn Abi Sufyan, Ibn ʿAbbās ne riconobbe valido il califfato. Lo Sciismo considera questo atto di acquiescenza come espressione della taqiyya (dissimulazione), con cui egli intendeva evitare persecuzioni durissime all'Ahl al-Bayt. I Sunniti non esprimono invece alcun giudizio in merito, vista la neutralità dimostrata verso tutta la dinastia omayyade, e credono che il comportamento di Ibn ʿAbbās derivasse dalla sua ferma volontà di scongiurare una guerra civile, esattamente come fece il figlio di ʿAlī, al-Hasan ibn Ali.

### 685 – 688: L'età di ʿAbd al-Malik

#### Ultimi anni
Ibn ʿAbbās divenne cieco verso la fine della sua vita.
Tra i suoi discepoli si possono annoverare:
- Mujahid ibn Jabr (m. 104 E), suo erede negli studi esegetici.
- Al-Rabi' ibn Khuthaym (m. ca 682)
- Qasim ibn Muhammad ibn Abi Bakr, m. nel 108 E o nel 106 E.
- Ata ibn Abi Rabah, m. nel 114 E o nel 115 E
- Tawus ibn Kaysan, divenne discepolo di Ali ibn al-Husayn dopo la morte di Ibn ʿAbbās
- Wahb ibn Munabbih, morì tra il 725 e il 737 d.C.

### Punto di vista sunnita
I Sunniti lo considerano tra i massimi dotti di tutti i tempi, grandissimo teologo e tradizionista, dalla specchiata moralità e dal perfetto modo di vita sotto il profilo del più puro Islam. Di tutte le tradizioni trasmesse da Ibn ʿAbbās, 1660 sono considerate "autentiche" (ṣaḥīḥ) dagli autori dei due Ṣaḥīḥ, Bukhari e Muslim.
Riguardo alle fatwā emesse da Ibn ʿAbbās in favore del "matrimonio a termine" (Nikah al-Mut'a), molti sunniti pensano che ʿAlī ne abbia corretto le tesi, mentre altri credono che "la posizione di Ibn ʿAbbas sulla liceità della Mut'a sino al suo ultimo giorno di vita è comprovata"..

### Punto di vista sciita
Gli sciiti ritengono Ibn ʿAbbās come uno dei migliori compagni del Profeta (Sahaba), ma non lo considerano allo stesso rango di alcuni Sahaba, quali ad esempio Ammar ibn Yasir.